# 梁文讓
梁文讓（6世纪—613年），安定郡乌氏县（今宁夏回族自治区固原市泾源县）人，隋朝人物。
梁文讓是梁彥光的小儿子，兄长是梁文謙。梁文让开始被封为阳城县公，后为鹰扬郎将。大业九年，隋炀帝第二次东征高句丽时，杨玄感作乱，梁文让跟随卫玄在东都攻打杨玄感，力战而死，赠官通议大夫。